# Ганлонтаун (Айова)
Ганлонтаун (англ. Hanlontown) — місто (англ. city) в США, в окрузі Ворт штату Айова. Населення — 206 осіб (2020).

## Географія
Ганлонтаун розташований за координатами 43°16′51″ пн. ш. 93°22′44″ зх. д. / 43.28083° пн. ш. 93.37889° зх. д. (43.280901, -93.378884).  За даними Бюро перепису населення США в 2010 році місто мало площу 2,52 км², уся площа — суходіл.

## Демографія
Згідно з переписом 2010 року, у місті мешкало 226 осіб у 90 домогосподарствах у складі 58 родин. Густота населення становила 90 осіб/км².  Було 96 помешкань (38/км²).
Расовий склад населення:
| - 97,3 % — білих - 0,9 % — чорних або афроамериканців - 0,4 % — азіатів |

До двох чи більше рас належало 0,9 %. Частка іспаномовних становила 4,9 % від усіх жителів.
За віковим діапазоном населення розподілялося таким чином: 27,4 % — особи молодші 18 років, 63,3 % — особи у віці 18—64 років, 9,3 % — особи у віці 65 років та старші. Медіана віку мешканця становила 36,7 року. На 100 осіб жіночої статі у місті припадало 96,5 чоловіків;  на 100 жінок у віці від 18 років та старших — 95,2 чоловіків також старших 18 років.
Середній дохід на одне домашнє господарство  становив 60 105 доларів США (медіана — 55 000), а середній дохід на одну сім'ю — 73 471 долар (медіана — 65 000). За межею бідності перебувало 3,8 % осіб, у тому числі 0,0 % дітей у віці до 18 років та 12,5 % осіб у віці 65 років та старших.
Цивільне працевлаштоване населення становило 132 особи. Основні галузі зайнятості: виробництво — 16,7 %, освіта, охорона здоров'я та соціальна допомога — 15,9 %, роздрібна торгівля — 15,2 %, мистецтво, розваги та відпочинок — 15,2 %.